# بنطوس قازب
بنطوس قازب أو برمائي هي سمكة زينة من فصيلة الشبوطيات موطنها الهند وسيريلانكا والهملايا، يصل حجمها إلى 3 انش أو 7.5 سم سم وتتعدى على النباتات والحيوانات. تحتاج لدرجة حرارة من 74-79 فهرنهايت أو 23-26 مئوية، والحموضة من 6-7. يكون لون الجسم فضي مع بقعة سوداء فوق الزعنفة الصدرية. يمتلك الذكر شريط أحمر ناصع بشكل أفقي من الرأس إلى الذيل.